# Consell departamental dels Alts Pirineus
El Consell departamental dels Alts Pirineus és l'assemblea deliberant executiva del departament francès dels Alts Pirineus, a la regió d'Occitània. Fins a la reforma administrativa de 2015 el consell departamental es deia «Consell General».
La seu es troba a Tarba. El març de 2008 l'aleshores «Consell General» dels Alts Pirineus era constituït per 34 elegits, un per a cadascú dels cantons dels Alts Pirineus. Des del 2011 Michel Pélieu n'és el president.

## Antics presidents
- Paul Baratgin (1945-1966)
- Hubert Peyou (1967-1992)
- François Fortassin (1992-2008)
- Josette Durrieu (2008-2011)